# Tora no maki
 (juillet 2015).

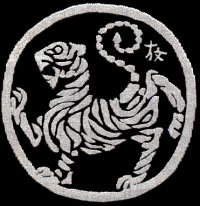
Illustration de tigre sur le tora no maki

Le tora no maki (虎の巻, rouleau ou volume de tigre), ou tigre shotokan, est le symbole du karaté Shotokan.

## Histoire
Gichin Funakoshi, créateur du karaté shotokan, a fait appel à Hōan Kosugi (ja) (appelé Kosugi Hōan (小杉放庵) en japonais), pratiquant la peinture à l'occidentale, qui lui a peint ce tigre pour illustrer son livre sur le karaté (Karate-Dō Kyōhan), publié en 1935.

## Pourquoi le « rouleau de tigre » ?
- Le terme rouleau vient des ouvrages qui étaient autrefois sur rouleau. Il est également utilisé pour désigner un volume ou plus globalement un livre, bien que dans ce dernier cas, le terme hon (本?) soit plus usuel de nos jours.

- Le tigre représente la noblesse, la force, et on lui attribue le pouvoir de commander le vent.

## Un Symbole
Le caractère à droite de la queue est le hō (放) de hōan (放庵), le nom de l'artiste.